# Església de Sant Bartomeu i de la Mare de Déu de Montserrat (Doksa, Txèquia)
L'Església de Sant Bartomeu i de la Mare de Déu de Montserrat és una església parroquial catòlica situada al centre de la població txeca de Doksa, prop del llac Mách. El temple acull diverses imatges barroques a les quals es presta devoció: la catalana Mare de Déu de Montserrat, advocació principal que dona nom a l'església, Sant Bartomeu i Joan Baptista.
Entre els anys 1666 i 1785, els monjos benedictins catalans i hispans de la Congregació de Montserrat al Regne de Bohèmia, vinculada al Monestir de Montserrat català, van estendre el culte de la Mare de Déu de Montserrat a l'antic Regne de Bohèmia.
Va ser edificada cap a l'any 1638, al lloc que ocupava una antiga església de fusta. Ha estat ampliada, reconstruïda diverses vegades i enriquida amb una valuosa decoració i un bonic equipament interior: Actualment encara compleix el seu propòsit. És protegida com a monument cultural des del 1965.

## Història
L'autor de l'edifici del primer barroc va ser l'arquitecte i constructor italià del nord Bernard Canevalle († 1691), que va morir durant la construcció a Bělá, va ser enterrat a l'església i hi té una làpida. Cent anys després s'hi van afegir capelles a la nau: l'any 1748, la capella de Santa Bàrbara al costat sud, i el 1754, la capella de la Santa Creu al costat nord. L'any 1832 es va aixecar la torre de l'església. Les postals de 1904 mostren el nom alemany de l'església de St. Bartholomäus-Kirche .
A les postals de 1904, el nom alemany de l'església apareix com a St. Bartholomäus-Kirche.
Fins a l'any 1816 hi havia un cementiri prop de l'església, després de la seva supressió es va traslladar fora de la ciutat i el solar es va edificar amb cases. 

## Descripció de l'edifici
L'edifici d'una sola nau té un presbiteri pentagonal, una sagristia rectangular i un oratori al costat sud. La façana és d'alt barroc i dividida per pilastres. La torre de l'església és prismàtica, amb una sagristia a la planta baixa i un oratori al primer pis. La nau de l'església té un sostre rematat amb volta de canó de tres vessants.

## Mare de Déu de Montserrat
El temple acull diverses imatges barroques a les quals es presta devoció: la catalana Mare de Déu de Montserrat, advocació principal que dona nom a l'església, Sant Bartomeu i Joan Baptista.
L'altar major és dels anys 1670 a 1680, la seva part més valuosa és una còpia de l'estàtua entronitzada de la Mare de Déu de Montserrat, amb el Nen Jesús a la falda. A Txèquia és coneguda com la Verge Negra o "La Moreneta".
Entre els anys 1666 i 1785, els monjos benedictins catalans i hispans de la Congregació de Montserrat van estendre el seu culte a l'antic Regne de Bohèmia. La Mare de Déu era a la capella de Bezděz, també dedicada a la verge catalana montserratina, igual que l'Abadia d'Emaús, a Praga. Quan l'emperador Josep II va cancel·lar aquest temple, es va traslladar a Doksa, l'any 1786.
A l'altar també hi ha una imatge de Sant Bartomeu, de l'artista Jan Hickel, del 1725, i estàtues de Sant Pere i de Sant Pau. A l'església hi ha diverses pintures i estàtues valuoses.
A la capella de Santa Bàrbara hi ha l'altar de Santa Bàrbara i els seus catorze ajudants, a la capella de la Santa Creu també hi ha un altar amb pintures valuoses i un orgue fet l'any 1627 i restaurat l'any 1992. L'orgue de la part principal de l'església es va portar aquí des de Bezděz l'any 1736, i quan va arribar al final de la seva vida útil, un de nou de la companyia Rieger de Krnov es va instal·lar al cor el 1932. Hi havia cinc campanes a la torre de l'església, totes elles foses durant la Primera Guerra Mundial.

## Galeria d'imatges

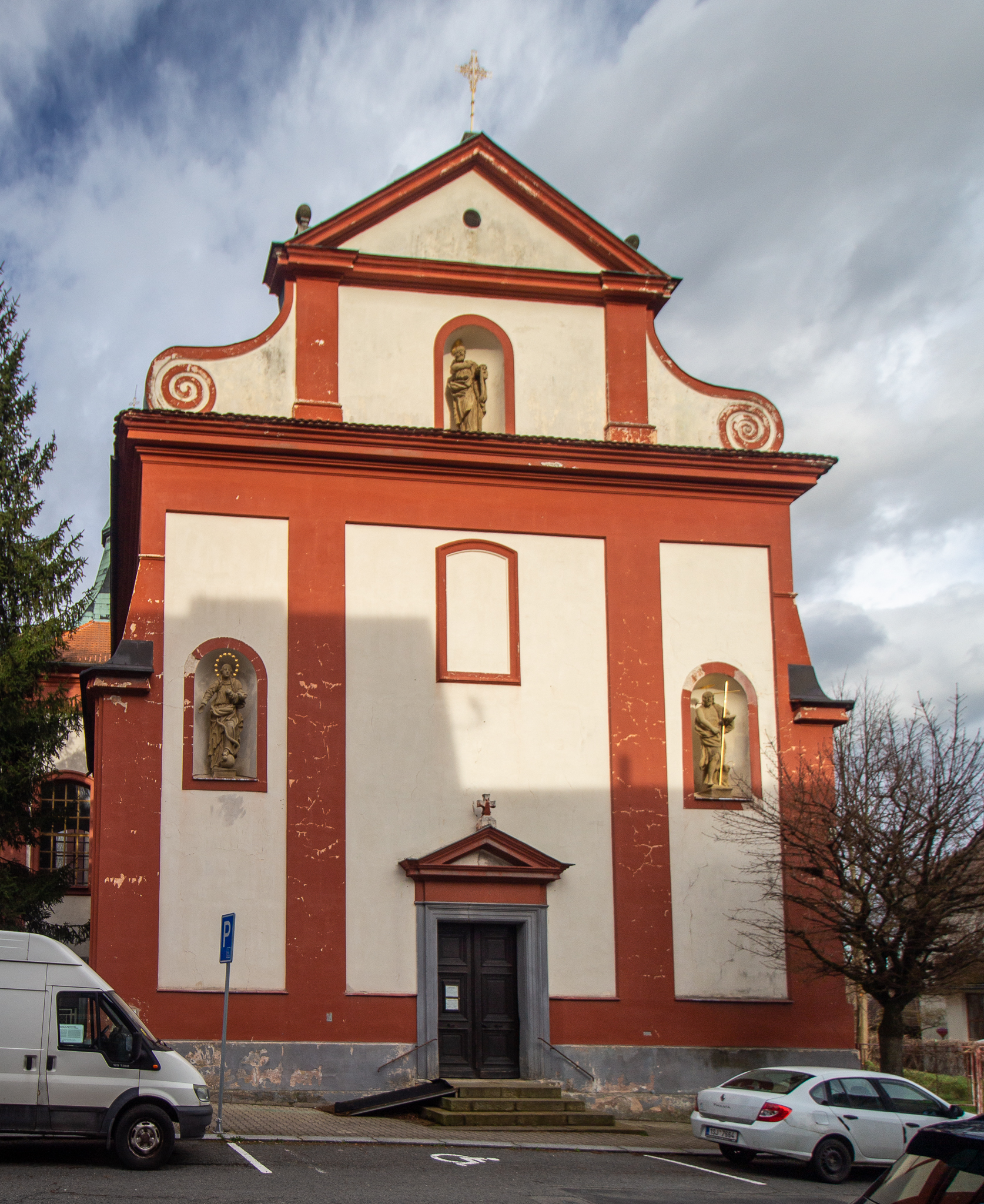
Façana de l'església
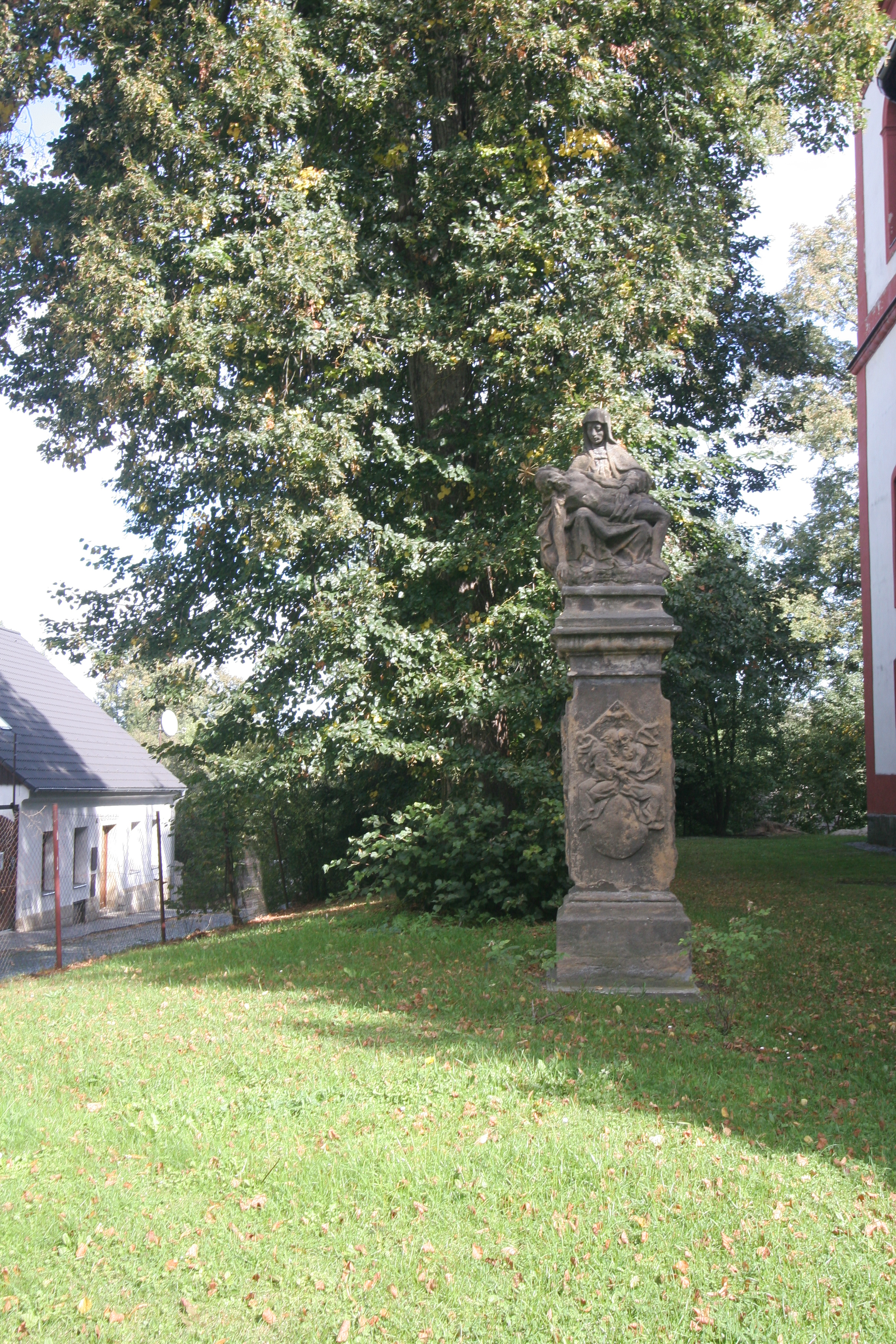
Pietat a l'església

## Referència
1. ↑  seznam kulturních památek České republiky [online. Praha: Národní památkový ústav [cit. 2019-06-24]. Identifikátor záznamu 139127 : Kostel svatého Bartoloměje a Nanebevzetí Panny Marie. Památkový katalog. Hledat dokumenty v Metainformačním systému NPÚ.search=metainfo:1000139127]
2. ↑  Richtrmoc, Vladimír. Doksy a Máchův kraj (en txec). 412, 2003, p. 168–180. DOI 10.1016/0005-2795(75)90349-9. ISBN 80-85853-60-4.
3. ↑   Doksy a okolí na starých pohlednicích: = Hirschberg und Umgebung in alten Ansichstskarten (en txec).  Baron, 2009. ISBN 978-80-86914-81-7.
4. ↑   Doksy a okolí na starých pohlednicích: = Hirschberg und Umgebung in alten Ansichstskarten (en txec).  Baron, 2009. ISBN 978-80-86914-81-7.
5. ↑  Mauserová, Richtrmoc (2003), p. 85.
6. ↑  Mauserová, Richtrmoc (2003), p. 87.